# Łysa nad Dunajcem
Łysa nad Dunajcem (słow. Lysá nad Dunajcom, niem. Kahlenberg, pol. hist. Golembark, słow. hist. Kalemberk, węg. Tarhegy) – dawna wieś na Słowacji, od 1992 r. dzielnica Starej Wsi Spiskiej w powiecie Kieżmark. Jest to niewielka przygraniczna miejscowość położona na prawym brzegu Dunajca przy dawnych przejściach granicznych: Lysá nad Dunajcom-Niedzica i Lysá nad Dunajcom-Sromowce Wyżne.

## Położenie
Miejscowość położona jest na stokach Malinowej Góry i w dolinie Dunajca. Znajduje się w mikroregionie geograficznym, który według Jerzego Kondrackiego należy do Pogórza Spiskiego. Słowaccy geografowie używają nazwy Magura Spiska. Pod względem etnograficznym region ten należy do Zamagurza na Spiszu.

## Historia
Miejscowość została założona w XIV wieku. Zachowały się dokumenty, z których wynika, że w 1382 r. dla Jana z Czerwonego Klasztoru wydzielono tutaj teren na założenie osady. W 1419 r. osada ta znana jest już pod nazwą Nowa Lechnica (nawiązanie do nazwy pobliskiej Lechnicy). Później w dokumentach pojawia się nazwa Kohlenberg, czyli Łysa Góra. Gdy w 1787 r. Austriacy dokonali kasacji zakonu kamedułów w Czerwonym Klasztorze, do Łysej Góry sprowadzili osadników luterańskich z Wittenbergii. Jeszcze w drugiej połowie XIX w. stanowili oni większość mieszkańców tej miejscowości. Oprócz nich żyli tutaj Polacy. W Polsce miejscowość znana była pod nazwą Golembark. Potomkowie niemieckich osadników w 1945 r. wraz z wycofującą się armią niemiecką opuścili Łysą Górę.
W 1956 r. otworzono tutaj przejście graniczne, od 1962 r. w obie strony. Początkowo było to przejście czynne tylko w ciągu dnia i tylko dla Polaków i Słowaków. W 2000 r. zmieniono jego status na międzynarodowy. Różnice cen w Polsce i Słowacji (na Słowacji były niższe) spowodowały, że przy przejściu po słowackiej stronie powstało wiele sklepików i kantorów wymiany walut. Od polskiej strony codziennie przybywali tutaj turyści i okoliczni mieszkańcy by dokonać tańszych zakupów (szczególnie napojów alkoholowych). Niektórzy przechodzili przejście wielokrotnie w ciągu dnia (tzw. mrówki).